# Glenorchy Parish Church

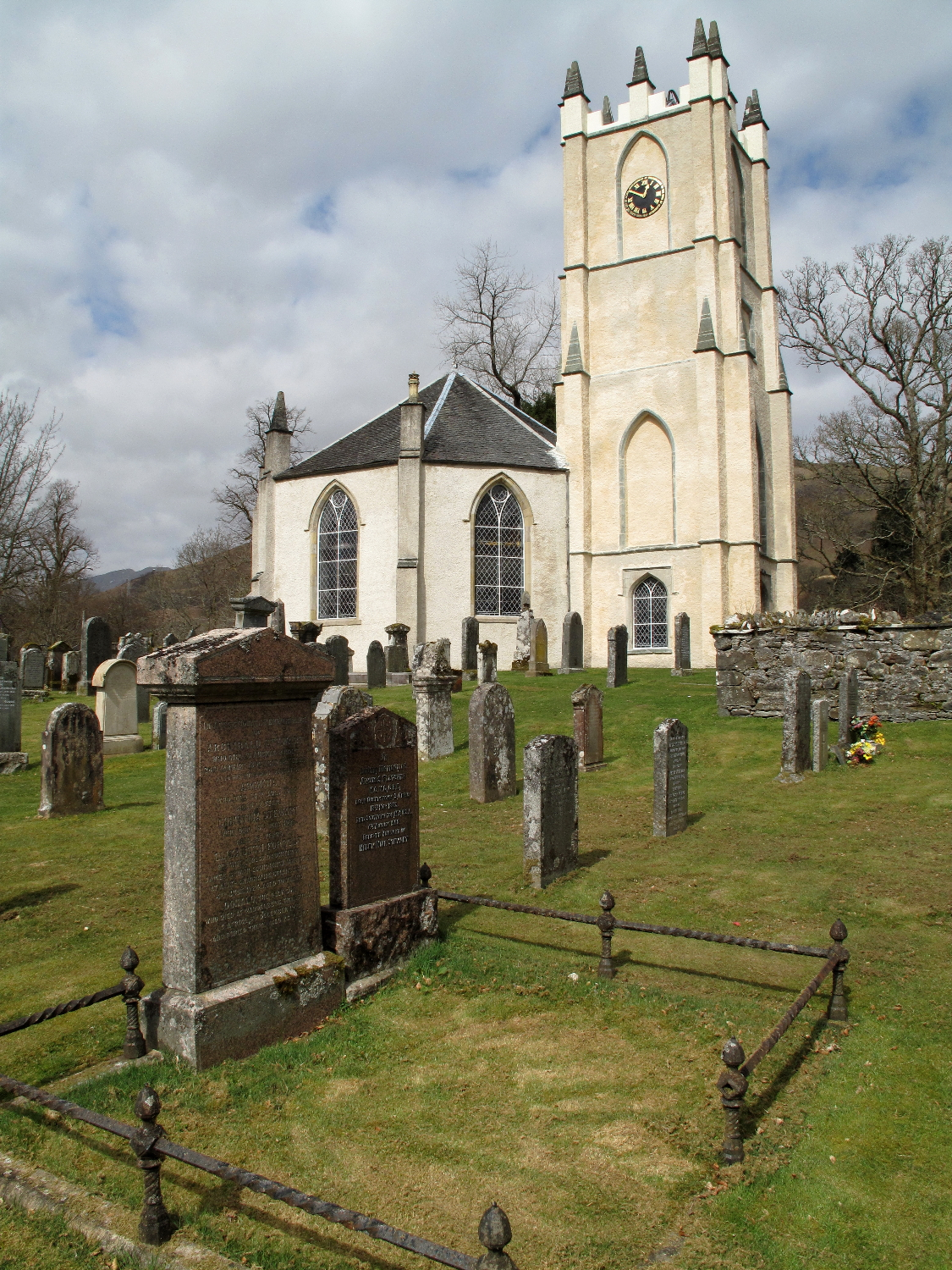
Glenorchy Parish Church

Die Glenorchy Parish Church, auch Glenorchy Kirk, früher Church of Dysart (schottisch-gälisch: Clachan Diseart), ist ein presbyterianisches Kirchengebäude in der schottischen Ortschaft Dalmally. Es liegt abseits der A85, die Oban mit Perth verbindet, auf einer Insel im River Orchy. 1971 wurde die Glenorchy Parish Church in die schottischen Denkmallisten in der höchsten Kategorie A aufgenommen.

## Geschichte
Erstmals wurde im Jahr 1390 von einer Kirche an diesem Standort berichtet. Ob es sich bei dem 1596 verzeichneten Kirchengebäude um dasselbe Bauwerk handelt, ist nicht eindeutig. Von den Vorgängerbauten sind heute keine Spuren mehr vorhanden. Im Jahre 1806 wurde der Bedarf für eine neue Kirche festgestellt und der Bau schließlich 1810 begonnen. Die heutige Glenorchy Parish Church wurde im Jahre 1811 fertiggestellt. Als Architekt war James Elliot für die Planung verantwortlich, überwachte den Bau jedoch nicht. Die Kirche ist heute noch als solche in Benutzung.

## Beschreibung
Die Glenorchy Parish Church weist die Merkmale der neogotischen Architektur auf. Sie besitzt einen oktogonalen Grundriss und schließt mit einem schiefergedeckten Pyramidendach ab. Alle Fassaden sind in der traditionellen Harling-Technik verputzt. Der Innenraum wird durch Spitzbogenfenster beleuchtet. Im Osten grenzt der vierstöckige Glockenturm direkt an. Die einzelnen Stockwerke sind optisch durch Zierbänder abgesetzt. Der Turm schließt mit einem zinnenbewehrten Flachdach ab. Auf dem umliegenden Friedhof sind mittelalterliche Grabsteine und Kreuzplatten zu finden.